# Discocyrtus longispinus
Discocyrtus longispinus is een hooiwagen uit de familie Gonyleptidae.